# Rinaldo Roggero
Rinaldo Roggero (Savona, 21 agosto 1891 – Savona, 7 luglio 1966) è stato un calciatore italiano, di ruolo ala destra.

## Carriera

### Giocatore

#### Club
Roggero giocò nel Savona per tutta la sua carriera, iniziata nel 1912 e terminata nel 1925, ad eccezione di un breve passaggio nel Casale nei tornei bellici della stagione 1918-1919.

#### Nazionale
Con la Nazionale Roggero prese parte alle Olimpiadi di Anversa e fu in questa competizione che giocò la sua unica partita in maglia azzurra, la vittoria per 2-1 sulla Norvegia del 31 agosto 1920.
È stato l'unico calciatore ad avere giocato in Nazionale mentre militava nel Savona.

### Allenatore
Dopo il ritiro Roggero allenò il Savona in tre periodi distinti: dal 1933 al 1938 in Prima Divisione (diventata poi Serie C), nella stagione 1939-1940 nella quale subentrò ad Árpád Hajós ed ottenne la promozione in Serie B e nel 1946-1947, quando venne sostituito a stagione in corso da Felice Levratto.

## Statistiche

### Cronologia presenze e reti in Nazionale
| Cronologia completa delle presenze e delle reti in nazionale ― Italia | Cronologia completa delle presenze e delle reti in nazionale ― Italia | Cronologia completa delle presenze e delle reti in nazionale ― Italia | Cronologia completa delle presenze e delle reti in nazionale ― Italia | Cronologia completa delle presenze e delle reti in nazionale ― Italia | Cronologia completa delle presenze e delle reti in nazionale ― Italia | Cronologia completa delle presenze e delle reti in nazionale ― Italia | Cronologia completa delle presenze e delle reti in nazionale ― Italia |
| Data                                                                  | Città                                                                 | In casa                                                               | Risultato                                                             | Ospiti                                                                | Competizione                                                          | Reti                                                                  | Note                                                                  |
| --------------------------------------------------------------------- | --------------------------------------------------------------------- | --------------------------------------------------------------------- | --------------------------------------------------------------------- | --------------------------------------------------------------------- | --------------------------------------------------------------------- | --------------------------------------------------------------------- | --------------------------------------------------------------------- |
| 31/08/1920                                                            | Anversa                                                               | Norvegia                                                              | 1 – 2                                                                 | Italia                                                                | Olimpiadi 1920                                                        | 0                                                                     |                                                                       |
| Totale                                                                |                                                                       | Presenze                                                              | 1                                                                     |                                                                       | Reti                                                                  | 0                                                                     |                                                                       |

## Palmarès

### Allenatore

#### Competizioni nazionali
- Prima Divisione: 1

Savona: 1933-1934
- Serie C: 1

Savona: 1939-1940